# Valerian
Publius Licinius Valerianus (n. 200 d.Hr. – d. anii 260 d.Hr., Bishapur⁠(d), Persida, Iran) a fost împărat roman între anii 253-259, singurul împărat roman mort în captivitatea unei puteri străine.

## Origini
Valerian se trăgea dintr-o veche familie senatorială. A avut doi copii, împreună cu soția sa, Egnatia Mariniana: Gallienus și Valerianus Minor.
În 238 Gordian I l-a numit princeps senatus. În 251, când împăratul Decius a reintrodus funcția de cenzor, această demnitate i-a fost acordată lui Valerian. A fost numit și guvernator al provinciilor de la Rin, precum și al provinciilor Noricum și Raetia. În 253 a fost chemat de împăratul Trebonianus Gallus pentru a înfrânge răscoala lui Aemilianus. Acesta din urmă, după ce preluase puterea, a fost atacat de Valerian. Cele două oștiri s-au ciocnit la Spoleto, unde Aemilianus a fost ucis de propriii oșteni.
În septembrie 253 armata și Senatul l-au proclamat împărat pe Valerian.

## Domnie
Prima acțiune a lui Valerian în calitate de împărat a fost aceea de a-i acorda fiului său, Gallienus, titlul augustus, asociindu-l la domnie cu drepturi egale. Gallienus stăpânea provinciile romane apusene, iar Valerian provinciile răsăritene.
Pe toată durata regnului său, Valerian a fost confruntat cu atacurile întreprinse de șahul persan sasanid Șapur I. Acesta a cucerit Antiohia și Armenia, regat până atunci vasal Imperiului Roman. În 253-254 Uranius Antoninus s-a declarat împărat în provincia romană Siria.
Valerian a inițiat în anul 258 o mare prigoană împotriva creștinilor. Printre victime s-au numărat papa Sixt al II-lea, episcopul Ciprian de Cartagina, sfântul Laurențiu de Roma și Fructuosus, episcopul din Tarragona (Spania). Valerian a publicat primul său edict de prigonire a creștinilor (prin edict, creștinii erau obligați la cultul național al zeilor păgâni și le erau interzise adunările în cimitire, contravenienții fiind pasibili cu exilul sau cu pedeapsa capitală).
Valerian a reușit să recucerească Antiohia și Siria în 257. Dar tot atunci goții au atacat și devastat Peninsula Balcanică și Asia Mică. În 259, în timp ce ostea romană era sub asediu la Edessa (azi Urfa), a izbucnit o epidemie de ciumă, în care au pierit numeroși oșteni romani. Armata lui Valerian a fost învinsă un an mai târziu de Șapur I în așa-zisa bătălie de la Edessa. Valerian a fost singurul împărat roman făcut prizonier de o forță străină.

### Captivitate
Potrivit istoricului creștin Lactanțiu (Lactantius), Valerian a fost supus unor mari umiliri în captivitate la curtea lui Șapur I. Lactanțius avea toate motivele să exagereze în expunerea sa, întrucât Valerian îi persecutase intens pe creștini.
Istoricii moderni contrazic versiunea lui Lactanțiu și relevă că șahul sasanid Șapur I le-a dat lui Valerian și suitei sale (de asemeni capturate) pământ lângă Bișapur (Bishapur), unde au trăit în condiții relativ bune. Soldații romani luați prizonieri au fost folosiți atât în armată, cât și în construcții. Band-e Kaisar ("barajul lui Cezar") este una dintre construcțiile create de romani în apropiere de orașul Susa.
Data exactă a morții lui Valerian a rămas necunoscută. La tron i-a urmat fiul său, Gallienus.